# A Free Ride
A Free Ride, também conhecido como A Grass Sandwich, é um stag film mudo que é considerado o primeiro filme de pornografia hardcore da história dos Estados Unidos. A película retrata um motorista que dá carona a duas mulheres na beira de uma estrada e depois se envolve em vários atos sexuais com elas. Embora a maioria dos estudiosos considere A Free Ride um filme de 1915, algumas fontes afirmam que o mesmo foi produzido mais tarde. O diretor do filme usou um pseudônimo e o elenco permaneceu anônimo. O local das filmagens não é conhecido, embora a maioria dos estudiosos acredite que o filme possa ter sido produzido em Nova Jersey. Quanto a identidade do elenco, existem duas teorias contraditórias: algumas fontes sugerem que eram pessoas com baixo status social, mas outras afirmam o contrário. O Instituto Kinsey mantém uma cópia do filme em sua coleção. A Free Ride foi exibido na inauguração do Museu do Sexo. Em 2004, Lisa Oppenheim, uma artista de Nova York, refez o filme.

## Enredo
O intertítulo de abertura de A Free Ride indica que o filme se passa "nos amplos espaços abertos, onde homens são homens e garotas são garotas e as colinas estão cheias de romance e aventura". A película mostra duas mulheres caminhando juntas ao longo de uma estrada, quando um motorista rico em um carro de turismo Haynes 50-60 Modelo Y 1912 chega e lhes oferece uma carona. Depois de alguma hesitação, as mulheres aceitam a oferta e sentam ao lado dele no banco da frente. O homem então as beija e as acaricia. Mais tarde, enquanto ele urina atrás de uma árvore, as mulheres o observam voyeuristicamente. Quando ele está prestes a terminar, as mulheres rapidamente voltam para o carro. Após seu retorno, as mulheres também urinam atrás da árvore, enquanto o homem as observa secretamente e fica excitado sexualmente. As mulheres, então, voltam para o carro e o homem lhes oferece uma bebida.
Depois, o homem pede que uma das mulheres o acompanhe até a floresta e eles se masturbam em pé. A outra mulher, deixada no carro, fica curiosa e os segue até a floresta. Ao vê-los, ela também fica excitada sexualmente e se estimula. Enquanto isso, o homem e a mulher anterior, fazem sexo na posição de missionário. Logo depois, a outra mulher se junta a eles e o homem faz sexo em estilo doggy com ela. Mais tarde, eles fazem um ménage à trois, e uma das mulheres, subsequentemente, pratica felação no homem. Depois de terminados os atos sexuais, eles retornam ao carro.

## Produção

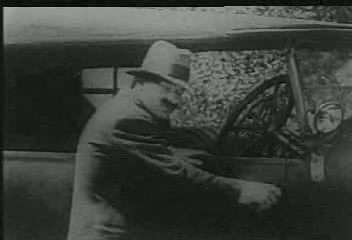
O ator principal do filme usa um grande bigode falso e um chapéu, o que levou o autor Dave Thompson a concluir que a equipe se esforçou para tornar o elenco não identificável

O autor britânico Dave Thompson, em seu livro Black and White and Blue: Adult Cinema from the Victorian Age to the VCR, observa que D. W. Griffith é creditado por uma fonte como sendo o diretor de A Free Ride. Essa afirmação, contudo, é rejeitada pelo historiador de cinema Kevin Brownlow e pelo próprio Thompson. As identidades dos membros do elenco não são listadas nos créditos (que apenas diz "estrelando as Jazz Girls"). Thompson afirma que os membros do elenco não se parecem com nenhuma estrela identificável do cinema mudo contemporâneo. Ele alega que a equipe da produção se esforçou bastante para tornar o elenco não identificável, e aponta como prova o fato de o ator principal usar um grande bigode falso e um chapéu. Quando o bigode do ator se desprende pouco antes do final do filme, ele esconde seu rosto até que o bigode seja recolocado. Thompson observa, ainda, que alguns relatos históricos, que ele descreve como "histórias casuais", sugerem que o elenco dos primeiros filmes pornográficos foi formado usando pessoas com baixo status social, como pessoas sem-teto, viciados em drogas, doentes mentais, prostitutas e criminosos de baixo calibre. Thompson, no entanto, argumenta que quase não existem evidências documentais para essa afirmação e sugere que os atores, provavelmente, tinham um status social mais alto.
A Free Ride foi filmado ao ar livre. Segundo o historiador cultural Joseph W. Slade, há uma lenda que sugere que ele foi filmado em Nova Jersey. Além disso, a maioria dos estudiosos, incluindo Al Di Lauro, Gerald Rabkin e Jonathon Ross, acredita que o filme foi produzido em 1915 e é o primeiro filme de pornografia hardcore americano conhecido. Jay Jones, colunista do Los Angeles Times, acredita que A Free Ride é o primeiro filme pornográfico feito para fins comerciais. A data de produção de 1915 é contestada por algumas fontes. Segundo o Instituto Kinsey, o filme foi feito entre 1917 e 1919. A estudiosa de cinema Linda Williams também acredita que a afirmação de que A Free Ride é o primeiro stag film americano conhecido é "duvidosa". Kevin Brownlow escreve em seu livro "Behind the Mask of Innocence" que, "a julgar pelas roupas, o filme foi, de fato, feito por volta de 1923". Thompson diz que as evidências apresentadas para apoiar uma data posterior de produção são péssimas, mas observa que alguns outros especialistas concordam com a afirmação de Brownlow. As evidências citadas em apoio a uma data de produção de 1923 incluem a semelhança de um dos penteados femininos com o de Mary Pickford, atriz que dominou a indústria cinematográfica americana na década de 1920. Os defensores da data posterior afirmam que a mulher usa uma peruca no estilo Pickford. No entanto, Thompson afirma que o cabelo encaracolado no estilo Pickford se tornou popular na década de 1910, citando uma entrevista de 1914 na revista Photoplay, na qual Pickford disse que se sentia exausta pelas cartas que perguntavam sobre seu cabelo. Thompson ainda contesta a alegação de que a mulher do filme estava de fato usando uma peruca.

## Lançamento
A Free Ride foi exibido pela primeira vez ao seu público-alvo em 1915. Naquela época, não era possível exibir stag films em cinemas públicos devido às visões moralistas vitorianas da sociedade da época. Como outros filmes pornográficos daquela época, A Free Ride foi lançado e circulou de forma clandestina para evitar a censura. Provavelmente, o filme foi exibido em bordéis, clubes de cavalheiros, encontros ilegais de homens em locais públicos, festas de despedida de solteiro, e outros locais exclusivamente masculinos. Na época, o filme foi mantido escondido da sociedade em geral e do governo.

## Análise crítica

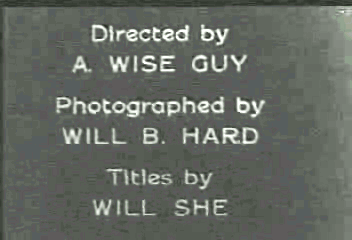
O filme usa o humor em seus créditos de abertura, utilizando nomes falsos tanto para o elenco quanto para a equipe de produção

Segundo Williams, A Free Ride é um representante tipológico dos primeiros gêneros de filmes pornográficos do cinema que incluíam voyeurismo. O filme também mostra relações sexuais, felação, troilismo e urolagnia. Como no filme argentino El Satario (c. 1907–15) e no filme alemão Am Abend (c. 1910), A Free Ride começa com quadros narrativos simples, depois mostra sinais de cinema mais convencional por um curto período e finalmente mostra cenas pornográficas hardcore de maneira fragmentada. Para Laurence O'Toole os primeiros stag films, tais como A Free Ride, eram "uma confusão de trabalhos de câmera espasmódicos". No entanto, como outros stag films da década de 1910, A Free Ride é de qualidade superior à pornografia não comercial que o precedeu.
O jornalista Luke Ford escreve que em A Free Ride é dado mais ênfase ao sexo do que à história. O filme faz uso do humor em seus créditos de abertura por meio dos nomes falsos do elenco e da equipe, como "A. Wise Guy" (Um Cara Esperto) como diretor, Will B. Hard (Ficará Duro) como fotógrafo e Will She (Será que Ela?) como roteirista. Williams chama isso de "humor grosseiro" e afirma que isso era comum nos stag films americanos produzidos a partir dessa época. O professor Frank A. Hoffman, da Universidade de Buffalo, escreve que o padrão de produção do filme indica que os produtores tiveram experiências anteriores com stag films. O'Toole escreve que, apesar da natureza "simples" de filmes como A Free Ride, os stag films se tornaram "rígidos em uma experiência visual restrita" em um curto período de tempo.
Hoffman observa que A Free Ride contém muitos elementos fundamentais que são as características de um filme pornográfico arquetípico. Ele identifica esses elementos básicos como um estado de coisas cuidadosamente planejado, mas não complicado, para fornecer motivação introdutória, estímulos visuais para excitar sexualmente as mulheres, um tema geralmente raro na realidade, uma sedução direta e muito rápida, e o sexo age como o tema central do filme.

## Recepção e legado
A Free Ride é um famoso stag film dos anos 1910 e, de acordo com Williams, é considerado um filme pornográfico clássico. É um dos três primeiros filmes pornográficos, junto com El Satario (1907) e Am Abend (1910), na coleção do Instituto Kinsey. O documentário, "A History of the Blue Movie" de 1970, inclui cenas deste filme. O Museu do Sexo, em Nova York, mostrou A Free Ride em sua exposição inaugural em 2002. Lisa Oppenheim, diretora de cinema de Nova York, refez o filme em 2004 sem usar atores. Em vez disso, os eventos do filme foram representados por "paisagem e árvores".